# Hal Crisler
Harold James "Hal" Crisler (nacido el 31 de diciembre de 1923 en Richmond, California y fallecido el 2 de noviembre de 1987 en Santa Clara, California) fue un jugador de baloncesto y fútbol americano estadounidense que disputó una temporada en la BAA, además de jugar cinco temporadas en la NFL. Con 1,98 metros de estatura, jugaba en la posición de alero y de end en fútbol americano.

## Trayectoria deportiva

### Universidad
Durante su etapa universitaria jugó con los Spartans de la Universidad Estatal de San José y con los Cyclones de la Universidad Estatal de Iowa.

### Profesional
Comenzó su andadura profesional fichando por los Boston Celtics de la BAA, pero únicamente disputó cuatro partidos en los que anotó seis puntos, cambiando de deporte tras ser despedido y fichando por los Boston Yanks de la NFL.
Jugó posteriormente en los Washington Redskins y los Baltimore Colts, retirándose en 1950.

#### Estadísticas en la BAA

##### Temporada regular
| Temporada | Edad | Equipo         | Liga | P | TC  | TCA | %TC  | TL  | TLA | %TL   | ASIS | FP  | PTS |
| 1946-47   | 23   | Boston Celtics | BAA  | 4 | 0.5 | 1.5 | .333 | 0.5 | 0.5 | 1.000 | 0.0  | 1.5 | 1.5 |
| Total     |      |                | BAA  | 4 | 0.5 | 1.5 | .333 | 0.5 | 0.5 | 1.000 | 0.0  | 1.5 | 1.5 |